# 安化路
安化路是中華人民共和國上海市长宁区一條東西走向道路，西起凯旋路以西，東至江蘇路，全長1472米，路名來自於湖南安化。安化路原址是徐巷浜的西段和曹洪浜的东段。1953年，當局將河流填平，並修建安化路。沿途有上海新世界眼科醫院、上海市長寧區愚園路第一幼兒園、上海市長寧區業餘大學。